# Saint-Martin-de-Bossenay
Pour les articles homonymes, voir Saint-Martin.
Saint-Martin-de-Bossenay est une commune française, située dans le département de l'Aube en région Grand Est.

## Géographie
Le village de Saint-Martin-de-Bossenay est situé sur la vallée de l'Ardusson, en Champagne crayeuse. Des champs de pétrole découvert en 1959 y sont toujours en exploitation.

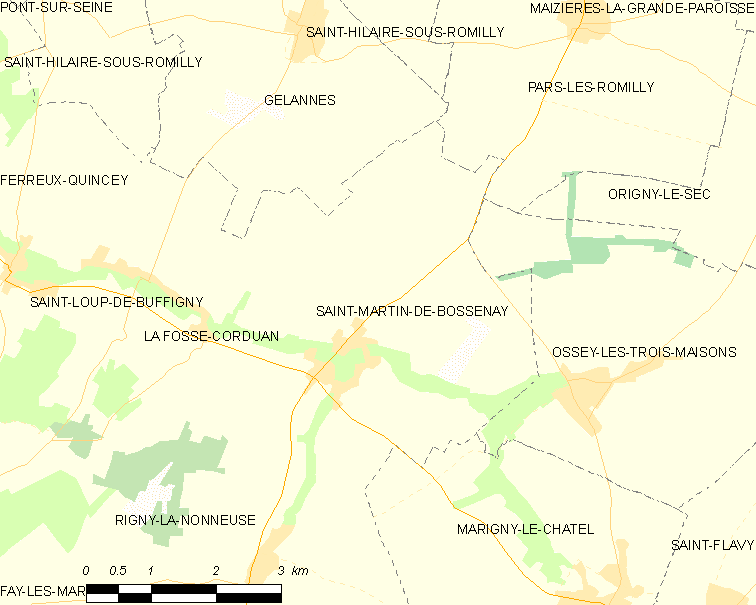
Plan de Saint-Martin-de-Bossenay.

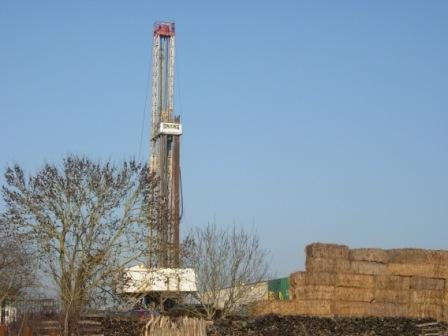
Un puits de pétrole en cours de forage en février 2009.

### Hydrographie

#### Réseau hydrographique
La commune est dans la région hydrographique « la Seine de sa source au confluent de l'Oise (exclu) » au sein du bassin Seine-Normandie. Elle est drainée par l'Ardusson, l'Ardusson, le ruisseau de Saint-Pierre et divers autres petits cours d'eau,.
L'Ardusson, d'une longueur de 28 km, prend sa source dans la commune de Saint-Flavy et se jette  dans la Seine à Nogent-sur-Seine, après avoir traversé neuf communes.

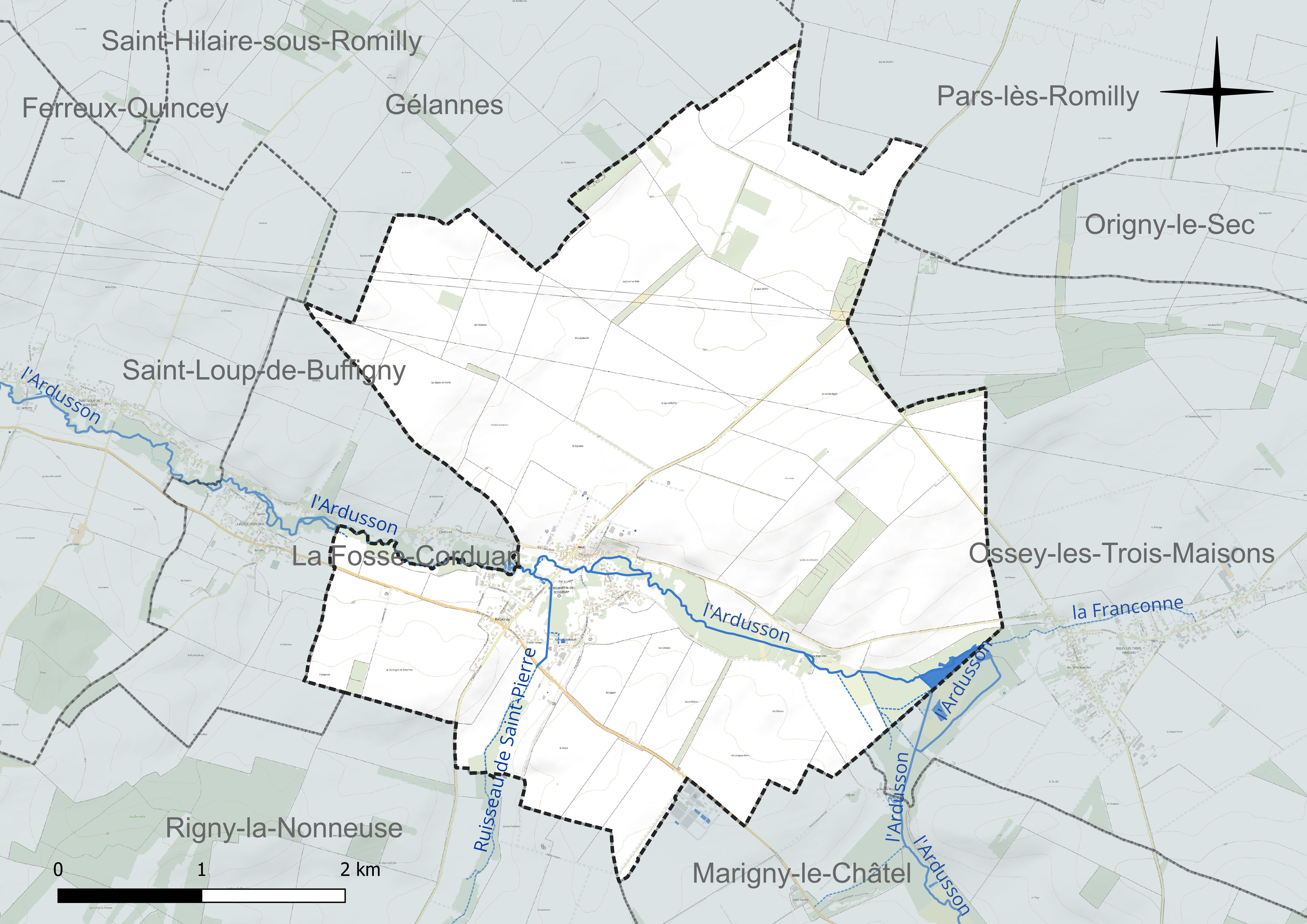
Réseau hydrographique de Saint-Martin-de-Bossenay.

#### Gestion et qualité des eaux
Le territoire communal est couvert par le schéma d'aménagement et de gestion des eaux (SAGE) « Bassée Voulzie ». Ce document de planification concerne le territoire du bassin versant de l'Armançon qui s’étend sur 1 710 km2 et se répartit sur trois départements (l'Aube, l'Yonne et la Marne). Le périmètre a été arrêté le 2 septembre 2016, le diagnostic a été validé le 29 novembre 2022. La structure porteuse de l'élaboration et de la mise en œuvre est le Syndicat mixte ouvert de l’eau potable, de l’assainissement collectif, de l’assainissement non collectif, des milieux aquatiques et de la démoustication (SDDEA), dont le siège est à Troyes.
La qualité des cours d’eau peut être consultée sur un site dédié géré par les agences de l’eau et l’Agence française pour la biodiversité.

### Climat
Pour des articles plus généraux, voir Climat du Grand Est et Climat de l'Aube.
En 2010, le climat de la commune est de type climat océanique dégradé des plaines du Centre et du Nord, selon une étude du Centre national de la recherche scientifique s'appuyant sur une série de données couvrant la période 1971-2000. En 2020, Météo-France publie une typologie des climats de la France métropolitaine dans laquelle la commune est exposée à un climat océanique altéré et est dans la région climatique Nord-est du bassin Parisien, caractérisée par un ensoleillement médiocre, une pluviométrie moyenne régulièrement répartie au cours de l’année et un hiver froid (3 °C).
Pour la période 1971-2000, la température annuelle moyenne est de 10,5 °C, avec une amplitude thermique annuelle de 15,7 °C. Le cumul annuel moyen de précipitations est de 716 mm, avec 11,7 jours de précipitations en janvier et 7,5 jours en juillet. Pour la période 1991-2020, la température moyenne annuelle observée sur la station météorologique de Météo-France la plus proche, « Romilly », sur la commune de Romilly-sur-Seine à 9 km à vol d'oiseau, est de 11,2 °C et le cumul annuel moyen de précipitations est de 619,5 mm. 
La température maximale relevée sur cette station est de 42,3 °C, atteinte le 25 juillet 2019 ; la température minimale est de −25,2 °C, atteinte le 6 janvier 1971,,.
Les paramètres climatiques de la commune ont été estimés pour le milieu du siècle (2041-2070) selon différents scénarios d'émission de gaz à effet de serre à partir des nouvelles projections climatiques de référence DRIAS-2020. Ils sont consultables sur un site dédié publié par Météo-France en novembre 2022.

## Urbanisme

### Typologie
Au 1er janvier 2024, Saint-Martin-de-Bossenay est catégorisée commune rurale à habitat dispersé, selon la nouvelle grille communale de densité à 7 niveaux définie par l'Insee en 2022.
Elle est située hors unité urbaine. Par ailleurs la commune fait partie de l'aire d'attraction de Romilly-sur-Seine, dont elle est une commune de la couronne,. Cette aire, qui regroupe 26 communes, est catégorisée dans les aires de moins de 50 000 habitants,.

### Occupation des sols
L'occupation des sols de la commune, telle qu'elle ressort de la base de données européenne d’occupation biophysique des sols Corine Land Cover (CLC), est marquée par l'importance des territoires agricoles (89,3 % en 2018), une proportion sensiblement équivalente à celle de 1990 (89,4 %). La répartition détaillée en 2018 est la suivante : 
terres arables (87,5 %), forêts (7,2 %), zones urbanisées (3,5 %), zones agricoles hétérogènes (1,8 %). L'évolution de l’occupation des sols de la commune et de ses infrastructures peut être observée sur les différentes représentations cartographiques du territoire : la carte de Cassini (XVIIIe siècle), la carte d'état-major (1820-1866) et les cartes ou photos aériennes de l'IGN pour la période actuelle (1950 à aujourd'hui).

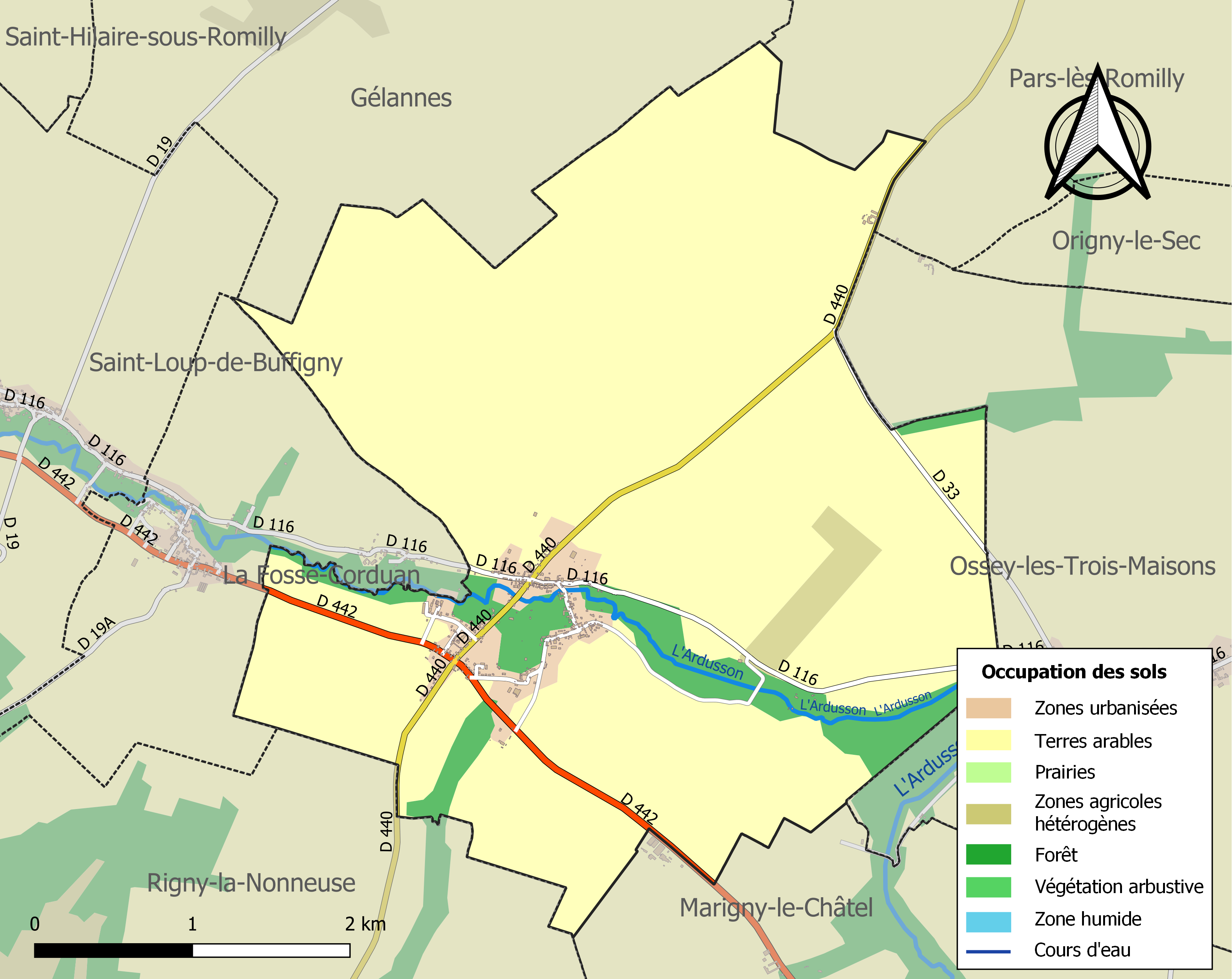
Carte des infrastructures et de l'occupation des sols de la commune en 2018 (CLC).

## Communes limitrophes
Neuf communes limitent le territoire de Saint-Martin. Marigny-le-Châtel et Rigny-la-Nonneuse appartiennent au canton de Marcilly-le-Hayer. Gélannes, La Fosse-Corduan, Origny-le-Sec, Ossey-les-Trois-Maisons, Pars-les-Romilly, Saint-Hilaire-sous-Romilly et Saint-Loup-de-Buffigny tout comme Saint-Martin-de-Bossenay relèvent du canton de Romilly-sur-Seine-1. L'écart du Moulin Rouge appartient à Ossey-les-Trois-Maisons, celui de La Belle-Assise à Marigny-le-Châtel tandis que celui du Malminoux dépend de Saint-Martin. L'ancien hameau de Saint-Pierre-de-Bossenay aussi appelé Bossenay est aujourd'hui englobé dans le village.

## Histoire
L'occupation humaine du secteur de Saint-Martin est ancienne. Plusieurs enclos funéraires protohistoriques ont été repérés lors de survols de la commune. En 1867, un pot contenant 24 phalères discoïdales en bronze a été découvert fortuitement. Ceux-ci datés de la fin de l'âge du bronze, début de l'âge du fer sont aujourd'hui exposés aux musées de Troyes et au British Museum de Londres. D'autres objets de la même période (torque ternaire à pastilles, hache...) ont été trouvés sur le territoire.
La voie romaine Troyes - Beauvais ou vieille route de Paris vient d'Ossey-les-Trois-Maisons et coupe le territoire du sud-est au nord-ouest. Elle a été détectée au nord du bourg, sur les hauteurs, lors de missions archéologiques. La voie de La Loge-Pomblin à Pont-sur-Seine arrive de Marigny-le-Châtel par la rive gauche de l'Ardusson.
Au hameau de Saint-Pierre-de-Bossenay, un baptistère du haut Moyen Âge aurait été découvert au cours du XIXe siècle. Sa contenance aurait été d'un mètre cube avec des parois épaisses de dix centimètres. Il a été précisé qu'il s'agissait d'une cuve à immersion et non par infusion. L'objet aujourd'hui perdu est sans doute à mettre en rapport avec la présence d'un saint homme dans le secteur. Saint Winebaud (ou Vinebaud), clerc de Nogent-sur-Seine, vécut retiré dans une cellule dans ce hameau de Saint-Martin à la fin du VIe siècle et au début du VIIe.

### Malminous
En partie à Ossey mais surtout à Saint-Martin, c'est un écart cité en 1182 comme dîme appartenant à l'abbaye du Paraclet. Une grange appartenait à l'abbaye de Sellières dès 1251. Des biens avaient été donnés en ce lieu en 1153 par Henri de Carinthie, en 1166 par Alvide de Minay à l'abbaye de Jouy qui les donnèrent à la fondation de Sellières. Le citoyen Largentier acquérait en 1792 les deux tiers de Malminout. En 1847 il y avait deux maisons sur chaque communes mais en 1905 les douze habitants sont cités à Saint-Martin.

## Politique et administration
| Période                                  | Période  | Identité        | Étiquette | Qualité  |
| ---------------------------------------- | -------- | --------------- | --------- | -------- |
| mars 2001                                | 2014     | M. Gérard Roze  |           |          |
| mars 2014                                | mai 2020 | Mme Maryse Odot | PS        | Employée |
| mai 2020                                 | En cours | Hervé Payen     |           |          |
| Les données manquantes sont à compléter. |          |                 |           |          |

## Démographie
L'évolution du nombre d'habitants est connue à travers les recensements de la population effectués dans la commune depuis 1793. Pour les communes de moins de 10 000 habitants, une enquête de recensement portant sur toute la population est réalisée tous les cinq ans, les populations de référence des années intermédiaires étant quant à elles estimées par interpolation ou extrapolation. Pour la commune, le premier recensement exhaustif entrant dans le cadre du nouveau dispositif a été réalisé en 2007.

En 2022, la commune comptait 350 habitants, en évolution de −4,37 % par rapport à 2016 (Aube : +0,7 %, France hors Mayotte : +2,11 %).
| 1793 | 1800 | 1806 | 1821 | 1831 | 1836 | 1841 | 1846 | 1851 |
| ---- | ---- | ---- | ---- | ---- | ---- | ---- | ---- | ---- |
| 194  | 192  | 210  | 231  | 225  | 250  | 242  | 299  | 334  |

| 1856 | 1861 | 1866 | 1872 | 1876 | 1881 | 1886 | 1891 | 1896 |
| ---- | ---- | ---- | ---- | ---- | ---- | ---- | ---- | ---- |
| 356  | 363  | 348  | 348  | 357  | 346  | 365  | 372  | 392  |

| 1901 | 1906 | 1911 | 1921 | 1926 | 1931 | 1936 | 1946 | 1954 |
| ---- | ---- | ---- | ---- | ---- | ---- | ---- | ---- | ---- |
| 379  | 371  | 401  | 363  | 376  | 374  | 368  | 374  | 308  |

| 1962 | 1968 | 1975 | 1982 | 1990 | 1999 | 2006 | 2007 | 2012 |
| ---- | ---- | ---- | ---- | ---- | ---- | ---- | ---- | ---- |
| 333  | 309  | 317  | 324  | 309  | 316  | 371  | 379  | 365  |

| 2017 | 2022 | - | - | - | - | - | - | - |
| ---- | ---- | - | - | - | - | - | - | - |
| 368  | 350  | - | - | - | - | - | - | - |

## Lieux et monuments
- Église Saint-Martin de Saint-Martin-de-Bossenay.
- Chapelle Saint-Vinebaud de Saint-Vinebaud.
- Église de la Nativité-de-la-Vierge de Saint-Martin-de-Bossenay.

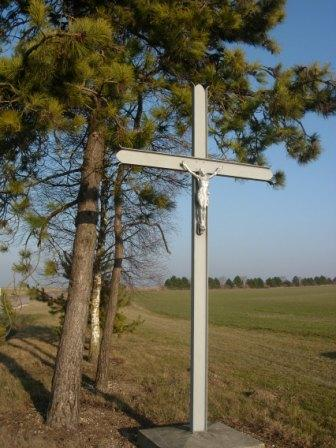
Croix de chemin.
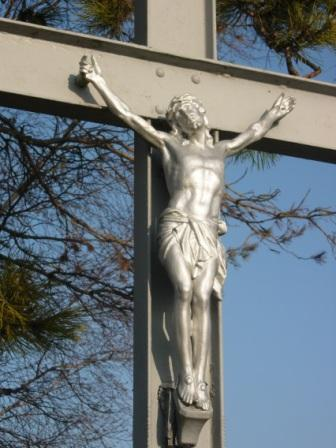
Détail d'une Croix de chemin.
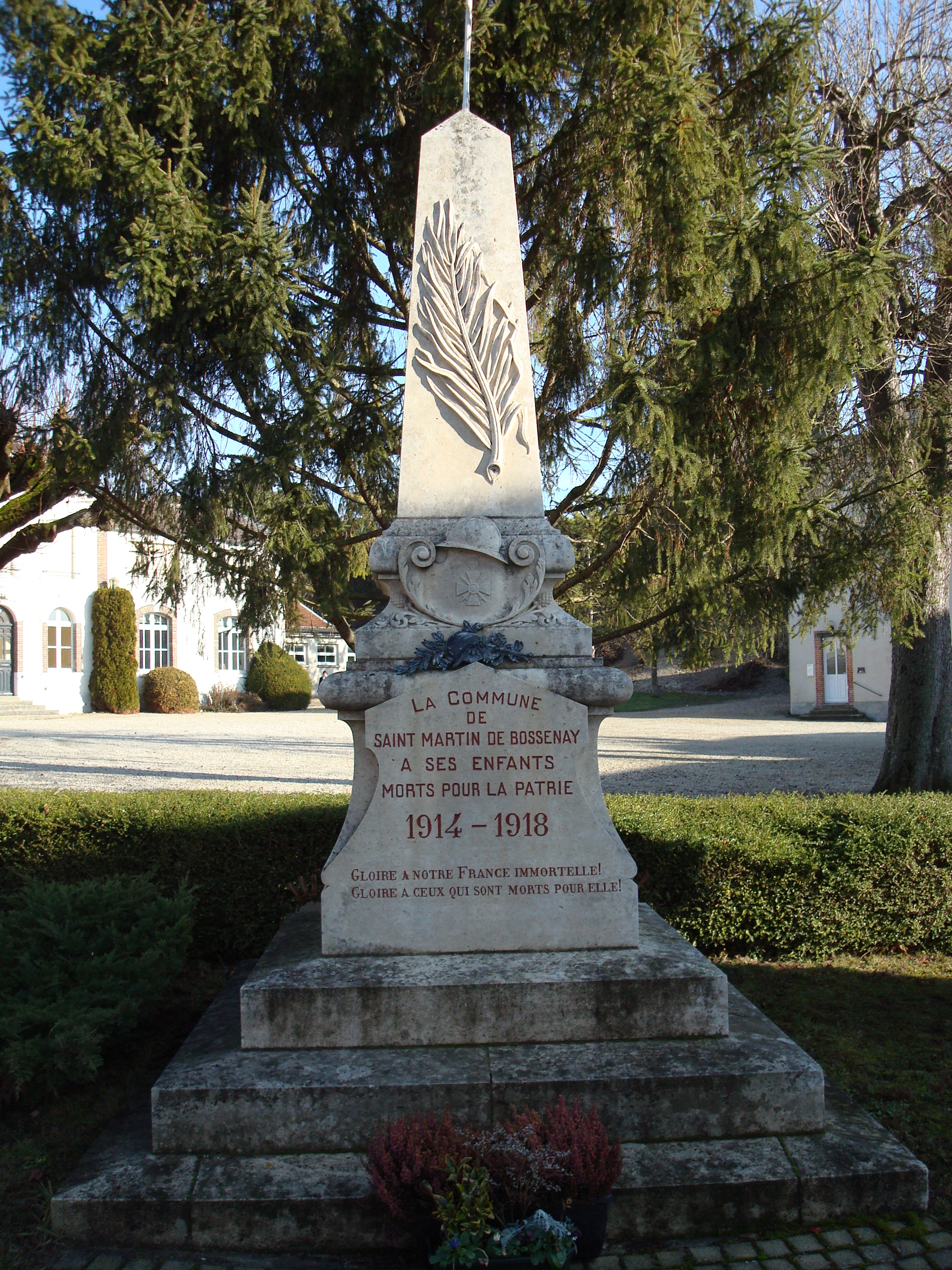
Monument aux morts.